# سمفونی نبرد
"سمفونی نبرد" (به انگلیسی: Battle Symphony) نام یک ترانه از گروه لینکین پارک است؛ این ترانه توسط چستر بنینگتون خوانده شده‌است. سمفونی نبرد توسط مایک شینودا و برد دلسون نوشته شده‌است.

## موزیک ویدئو
موزیک ویدئوی رسمی در ۱۶ مارس ۲۰۱۷ توسط لینکین پارک در یوتیوب منتشر گردید؛ این ویدئو در یوتیوب، تنها در هفته ابتدایی نزدیک به ۵ میلیون بازدید داشت. بازدید این موزیک ویدئو در یوتیوب از مرز ۳۰ میلیون گذشته‌است.

## استفاده در رسانه‌ها
این ترانه در بازی فوتبال تکاملی حرفه‌ای ۲۰۱۸ مورد استفاده قرار گرفته‌است.

## رتبه در جدول
| جدول سال ۲۰۱۷                   | رتبه |
| جمهوری چک (صد رادیو برتر)       | ۸۳   |
| جمهوری چک (صد آهنگ برتر)        | ۲۷   |
| آلمان (جدول رسمی آهنگ‌ها)        | ۹۵   |
| مجارستان (چهل آهنگ برتر)        | ۲۱   |
| پرتغال (AFP)                    | ۷۱   |
| اسلواکی (صد آهنگ دیجیتالی برتر) | ۵۲   |
| سوئیس                           | ۹۰   |
| آمریکا (آهنگ‌های داغ راک)        | ۱۱   |
| ------------------------------- | ---- |